# クリンティ・チャト
クリンティ・チャト（Klinti Qato 、1997年12月23日 - ）は、アルバニア・クチョヴァ出身のプロサッカー選手。カテゴリア・エ・パラ・KFラチ所属。ポジションは、ミッドフィールダー。

## 経歴
2019年8月、アルバニア・スーペルリーガのルフテタリに入団した。2019年8月24日、0-3で敗れたアウェーのKFティラナ戦でプロデビューを果たした。